# 小行星8723
小行星8723（8723 Azumayama）是一颗绕太阳运转的小行星，为主小行星带小行星。该小行星于1996年9月23日发现。

## 轨道参数
小行星8723的轨道半长轴为2.2813079 UA，离心率为0.131。